# The Ultimate Fighter: Team Bisping vs. Team Miller
The Ultimate Fighter: Team Bisping vs. Team Miller é a décima quarta temporada do reality show de mixed martial arts do UFC The Ultimate Fighter.
O UFC e a Spike realizaram seletivas publicas em 21 de março de 2011, em Newark, New Jersey. A chamada de elenco era destidada a lutadores de Peso Galo  e Pesos Pena. Todos os lutadores que se inscreveream deveriam ter pelo menos três lutas profissionais e serem maiores de 21 anos de idade. Alguns dos lutadores que apareceram para a seleção incluíam veteranos do UFC, como Din Thomas e Kit Cope, além de antigos lutadores do WEC, como Wagnney Fabiano e Ian McCall, além do ex-medalhista de olimpiada Alexis Vila.  Rumores surgiram a respeito de Chael Sonnen e Michael Bisping sendo possíveis treinadores do programa, apesar de Jason Miller oferecer-se via Twitter para substituir Chael Sonnen caso ele não pudesse participar. Miller e Bisping foram posteriormente confirmados como treinadores por  Dana White.
Este foi o primeiro TUF que contou com a participação de um brasileiro, o peso pena Diego Brandão.

## Elenco

### Treinadores
| Team Bisping - Michael Bisping, Treinador Principal - Brady Fink - Tiki Ghosn - Rob McCullough | Team Miller - Jason Miller, Treinador Principal - Ryan Parsons - Danny Pereza - Darren Moris - Jake Ellenberger |

### Lutadores
- Team Bisping
  - Peso Galo: Louis Gaudinot, T.J. Dillashaw, John Albert, Josh Ferguson.
  - Peso Pena: Diego Brandão, Akira Corassani, Marcus Brimage, Stephen Bass.

- Team Miller
  - Peso Galo: John Dodson, Johnny Bedford, Dustin Pague, Roland Delorme.
  - Peso Pena: Dennis Bermudez, Bryan Caraway, Dustin Neace, Steven Siler.

- Lutadores eliminados na fase preliminar:
  - Peso Galo: Carson Beebe, Casey Dyer, B.J. Ferguson, Tateki Matsuda, Matt Jaggers, Paul McVeigh, Brandon Merkt, Orville Smith
  - Peso Pena: Josh Clopton, Karsten Lenjoint, Eric Marriott, Micah Miller, Jimmie Rivera, Jesse Newell, Brian Pearman, Bryson Wailehua-Hansen

## Episódios
Episode 1: Scrappers
- Dana White recebeu os 32 lutadores (16 pesos pena e 16 pesos galo) no Mandalay Bay Events Center em Las Vegas, Nevada. Ele também apresentou os seus respectivos treinadores, Michael Bisping e Jason Miller.
- As lutas preliminares foram iniciadas:
  - Josh Ferguson derrotou Casey Dyer por nocaute (socos) no primeiro round;
  - Diego Brandão derrotou Jesse Newell por nocaute (socos) no primeiro round;
  - John Dodson derrotou Brandon Merkt  por nocaute técnico (socos) no primeiro round;
  - Dennis Bermudez derrotou Jimmie Rivera  por nocaute técnico (socos) no segundo round;
  - Roland Delorme derrotou B.J. Ferguson por finalização (triângulo) no primeiro round;
  - Marcus Brimage derrotou Bryson Wailehua-Hansen por nocaute técnico (socos) no segundo round;
  - Johnny Bedford derrotou Carson Beebe via finalização (guilhotina) no primeiro round;
  - Dustin Pague derrotou Tateki Matsuda via decisão majoritária (19-19, 20–18, 20–18) após dois rounds;
  - Louis Gaudinot derrotou Paul McVeigh  por nocaute técnico (golpes) at 4:59 no terceiro round;
  - Bryan Caraway derrotou Eric Mariott via decisão unânime (20-18, 20–18, 20–18) após dois rounds;
  - Dustin Neace derrotou Josh Clopton via decisão unânime (20-18, 20–18, 20–18) após dois rounds;
  - T.J. Dillashaw derrotou Matt Jaggers  por nocaute técnico (golpes) no primeiro round;
  - Steven Siler derrotou Micah Miller via finalização (guilhotina) no terceiro round;
  - John Albert derrotou Orville Smith via finalização (mata-leão) no primeiro round;
  - Stephen Bass derrotou Karsten Lenjoint via finalização (triângulo) no segundo round;
  - Akira Corassani derrotou Brian Pearman por nocaute (socos) no primeiro round.
- White ficou impressionado com a performance dos lutadores nos combates preliminares e os parabenizou pelo espetáculo que deram no octógono.[5]

Episódio 2: I Against I
- Os lutadores foram levados até a casa do TUF, escolheram suas camas e foram recebidos com um churrasco.
- Bisping e Miller escolheram seus times; Bisping escolheu primeiro o lutador e Miller escolheu a primeira luta.
- A primeira luta foi divulgada: Marcus Brimage vs. Bryan Caraway.
- Miller visitou seu time na casa e entregou aos seus lutadores o Normatec MVP Pro, umas roupas de compressão que ajudam na recuperação pós-treino.
- Miller resolveu fazer uma brincadeira com o Time Bisping e colocou os pneus de treinos dentro da sala de preparação do time azul.
- Bryan Caraway derrotou Marcus Brimage por finalização (mata-leão) aos 2:15 do segundo round.

Episódio 3: Death Leprechauns
- Bisping respondeu a brincadeira feita por Miller. Ele tirou os pneus do carro de Miller e os colocou na sala de preparação do time laranja.
- Os ânimos se esquentaram durante a sessão de sparing do Time Bisping quando Diego Brandão treinava com Marcus Brimage.
- A primeira luta dos Pesos Galo foi anunciada: Johnny Bedford vs. Josh Ferguson.
- Sabendo que seria escolhido pelo Time Miller, Ferguson escreveu em um papel, vários palavrões direcionados a Bedford e o mostrou durante a encarada.
- Após várias brincadeiras feitas por Akira Corassani, Dustin Neace mostrou que não estava gostando, o que começou a desenhar um rivalidade entre os dois na casa.
- Sentindo falta de seus amigos que estavam no Time Bisping, John Dodson Louis Gaudinot e Ferguson que se chamava "Death Leprechauns" (Os Duendes da Morte), o trio era formado por lutadores que eram lutadores originários da categoria Peso Mosca.
- Time Bisping ficou sabendo que a mão direita de Bedford estava machucada. A informação chegou através de Dodson que estava levando ao time azul todas as informações que eram passadas ao Time Miller.
- Johnny Bedford derrotou Josh Ferguson por decisão unânime após dois rounds.

Episódio 4: Get the F Up
- Bisping não apareceu para o anúncio da próxima luta, o que deixou sua equipe surpresa.
- A segunda luta entre os Pesos Pena) foi anunciada: Dennis Bermudez vs. Stephen Bass.
- Dennis Bermudez derrotou Stephen Bass por nocaute técnico (socos) aos 2:58 do segundo round.
- Bass culpou Bisping por sua perda, devido ao excesso de treino que foi passado para ele no dia anterior.
- A segunda luta entre os Pesos Galo foi anunciada: Dustin Pague vs. Louis Gaudinot.
- Bisping usou das informações passadas pelo "espião" Dodson para se preparar para a próxima luta.
- Dustin Pague derrotou Louis Gaudinot por finalização (mata-leão) aos 2:32 do segundo round.
- Miller ficou feliz por seu time obter quatro vitórias e nenhuma derrota e provocou Bisping.

Episódio 5: Swagger Jacker
- Após a luta anterior, Diego Brandão e Steven Siler se desentenderam, e pediu para lutarem em seguida.
- Josh Ferguson estava chateado que Miller tinha dado Dustin Neace um chapéu de cowboy com a letra "B" para a alcunha de Neace "Beast" sobre ele, visto que Ferguson tinha um chapéu igual. Então Ferguson pegou o chapéu de Neace e o escondeu.
- A rivalidade entre Neace e Akira Corassani ficou feia quando Neace acusou Corassani de esconder o seu chapéu de cowboy e destruiu o quarto da equipe Bisping.
- A terceira luta dos Pesos Pena foi anunciada: Dustin Neace vs. Akira Corassani.
- Durante o anúncio, o clima esquentou entre Neace e Corassani quando o lutador do Time Miller derrubou Corassani. A briga só foi apartada quando os treinadores de ambas as equipes intervieram.
- Miller confrontou o delator equipe, John Dodson, dizendo-lhe que suas ações causaram todo o drama para os anúncios de luta. Dodson não mostrou nenhum sentimento de arrependimento, alegando que a "porcaria acontece".
- Akira Corassani derrotou Dustin Neace por decisão majoritária após dois rounds.
- Embora o árbitro Herb Dean não tenha interrompido a luta, o Time Miller questionou sua atitude alegando que Corassani havia batido após Neace encaixar uma chave de calcanhar no primeiro round.
- Bisping fica aliviado após sua equipe finalmente vencer uma luta no reality e provoca Miller ao ver que seu carro estava sedo rebocado por ter sido estacionado em local proibido.

Episódio 6: Thrown to the Lions
- A primeira luta será entre os Pesos Pena, Steven Siler e Diego Brandão.
- Diego Brandão derrotou Steven Siler por nocaute (socos) aos 0:30 do primeiro round.
- Após a sessão de treinos do time laranja, os treinadores notificaram que Roland Delorme estava com uma infecção no pé direito; com a suposição que havia uma infecção por estafilococos, Delorme foi levado às pressas para a sala de emergência.
- A luta entre os Pesos Galos foi anunciada: John Albert vs. John Dodson.
- A última luta da mesma categoria também fora anunciada: T.J. Dillashaw vs. Roland Delorme.
- Os companheiros de Dillashaw acharam que ele teve uma atitude covarde pois estaria fugindo do combate contra Dodson e dizendo que John Albert estava sendo "jogado aos leões" ao enfrentar Dodson.
- John Dodson derrotou John Albert por decisão unânime após dois rounds.

Episódio 7: Draft Dodger
- A infecção no pé ainda gera dúvida na permanência de Roland Delorme no TUF.
- Ex-campeão de Muay Thai, o brasileiro Rafael Cordeiro da Academia Chute Boxe ajudou a equipe laranja durante os treinos.
- A lenda do UFC, Tito Ortiz chega de surpresa para ajudar o Time Bisping em seus treinamentos, ensinando-os várias técnicas do ground'n pound.
- Akira e Diego resolveram dar uma lição em Dillashaw – conhecido como o "Draft Dodger" por seus companheiros – durante o treino. No momento do sparring ambos resolveram pegar pesado com ele pelo fato de não gostarem de suas atitudes na casa.
- Delorme foi liberado pelo médico para enfrentar Dillashaw.
- Miller fez uma brincadeira com o treinador da equipe Bisping, Tiki Ghosn, cercando seu carro com barricadas de concreto, impossibilitando que ele pudesse sair.
- T.J. Dillashaw derrotou Roland Delorme por finalização (mata-leão) aos 1:43 do segundo round.
- Após as lutas preliminares, Miller tem cinco lutadores nas semifinais, enquanto Bisping tem três.
- White anunciou as lutas das semifinais: Lutas noPeso Galo: T.J. Dillashaw vs. Dustin Pague e John Dodson vs. Johnny Bedford. Lutas no Peso Pena: Akira Corassani vs. Dennis Bermudez e Diego Brandão vs. Bryan Caraway.

Episódio 8: Don't Do This at Home, Kids
- Louis Gaudinot disse que a casa estava dividida em três grupos: Ele Mesmo, Dodson, Ferguson, Brandão, Brimage e Akira eram de um grupo; havia também o "Grupo de Estudo a Bíblia" que era composto por Johnny Bedford, Dennis Bermudez e Dustin Pague; e por último, havia o grupo do "Casino" formado por T.J. Dillashaw, Dustin Neace, John Albert, Bryan Caraway e Stephen Bass que jogam cartas todas as noites.
- Corassani estava cansado de ver Caraway todas as manhãs arrumando seu cabelo, dizendo que demorava muito para se arrumar para os treinos. Akira decidiu pegar um máquina de cortar cabelo e cortar um pedaço de seu cabelo enquanto dormia
- Bisping e Tiki Ghosn fizeram uma brincadeira contra o time laranja alegando que seria a melhor brincadeira da temporada. Os treinadores pegaram extintores de incêndio soltaram dentro da sala de preparação do time azul que estava com todos os lutadores e treinadores dentro dela.
- O campeão afegão de kickboxing, Siyar Bahadurzada que treina o time Golden Glory na Holanda ajudou nos treinamentos de Bermudez para o time laranja, simulando o que seria a suposta estratégia de Corassani.
- Antes da luta, Corassani testou a paciência de Bermudez desenhando uma imagem dele como uma coruja zombando suas "citações do dia" pouco inteligentes e, em seguida, cantando uma canção sobre como ele vai ser vitorioso sobre Bermudez no que ele chamou de um "massacre".
- Dennis Bermudez derrotou Akira Corassani por finalização (guilhotina) aos 3:12 do primeiro round.
- Corassani não acreditava em sua derrota, visto que após a finalização ele ainda estava meio "grogue", enquanto isso Bermudez comemorava sua ida para a final.

Episódio 9: Get Me to the Finals
- Dustin Pague agiu como um bom samaritano, quando ele disse ao motorista van para parar para que ele pudesse dar um mendigo na rua um pouco comida.
- Quando Miller foi a casa do TUF para participar de um dos lutadores, ele desafiou Pague a comer alguns insetos vivos que haviam no quintal. Pague aceitou e comeu-os e Miller teve de pagar 60 dólares pela aposta.
- Bisping e Miller se enfrentaram no "Desafio dos Técnicos" onde eles deveriam participar de uma partida de Air Hockey valendo 10.000 dólares (sendo 1.500 para cada membro da equipe vencedora).
- Mesmo após Bisping vencer Miller por três a um, os lutadores do time laranja riram muito após Bisping subir na mesa de Air Hockey para comemorar e cair de costas no chão ao escorregar de lá de cima.
- A segunda semifinal dos Pesos Galo será entre Dillashaw e Pague .
- T.J. Dillashaw derrotou Dustin Pague por decisão unânime (30-26, 30–27, 30–26) após três rounds e classificou-se para a final.

Episódio 10: It's About to Go Down
- A última semifinal dos Pesos Galo será entre Bedford e Dodson enquanto pelos Penas será entre Diego Brandão e Bryan Caraway.
- John Dodson derrotou Johnny Bedford por nocaute (socos) com 1:00 do segundo round e se classificou para a final.
- Após a luta, Bedford ficou chocado por ter perdido a luta para Dodson.
- Como era o último dia na casa, os lutadores e treinadores fizeram uma festa e Miller fez acrobacias com sua bicicleta saltando na piscina.
- Como em suas lutas anteriores, Caraway estava nervoso com sua próxima luta e mais uma vez começou a duvidar de suas habilidades nas artes marciais.
- Diego Brandão derrotou Bryan Caraway por nocaute técnico (socos) aos 4:15 do primeiro round e se classificou para a final.
- Mesmo com a derrota de Caraway, ele ganhou o respeito de White por ter dado o seu máximo dentro do octógono após levar vários socos de Diego e mesmo assim continuar.

## Chave dos Pesos Pena
|  | Elimination Round | Elimination Round |                 |     | Quartas de final | Quartas de final |  |  | Semifinais | Semifinais |  |  | Finale | Finale |
|  |                   |                   |                 |     |                  |                  |  |  |            |            |  |  |        |        |
|  |                   |                   |                 |     |                  |                  |  |  |            |            |  |  |        |        |
|  |                   |                   |                 |     |                  |                  |  |  |            |            |  |  |        |        |
|  | Steven Siler      | FIN               |                 |     |                  |                  |  |  |            |            |  |  |        |        |
|  | Steven Siler      | FIN               |                 |     |                  |                  |  |  |            |            |  |  |        |        |
|  | Micah Miller      | 3                 |                 |     |                  |                  |  |  |            |            |  |  |        |        |
|  | Micah Miller      | 3                 | Steven Siler    | 1   |                  |                  |  |  |            |            |  |  |        |        |
|  |                   |                   | Steven Siler    | 1   |                  |                  |  |  |            |            |  |  |        |        |
|  |                   | Diego Brandão     | KO              |     |                  |                  |  |  |            |            |  |  |        |        |
|  | Diego Brandão     | Diego Brandão     | KO              | KO  |                  |                  |  |  |            |            |  |  |        |        |
|  | Diego Brandão     |                   |                 | KO  |                  |                  |  |  |            |            |  |  |        |        |
|  | Jesse Newell      | 1                 |                 |     |                  |                  |  |  |            |            |  |  |        |        |
|  | Jesse Newell      | 1                 | Diego Brandão   | KO  |                  |                  |  |  |            |            |  |  |        |        |
|  |                   |                   | Diego Brandão   | KO  |                  |                  |  |  |            |            |  |  |        |        |
|  |                   | Bryan Caraway     | 1               |     |                  |                  |  |  |            |            |  |  |        |        |
|  | Bryan Caraway     | Bryan Caraway     | 1               | DU  |                  |                  |  |  |            |            |  |  |        |        |
|  | Bryan Caraway     |                   |                 | DU  |                  |                  |  |  |            |            |  |  |        |        |
|  | Eric Marriott     | 2                 |                 |     |                  |                  |  |  |            |            |  |  |        |        |
|  | Eric Marriott     | 2                 | Bryan Caraway   | FIN |                  |                  |  |  |            |            |  |  |        |        |
|  |                   |                   | Bryan Caraway   | FIN |                  |                  |  |  |            |            |  |  |        |        |
|  |                   | Marcus Brimage    | 2               |     |                  |                  |  |  |            |            |  |  |        |        |
|  | Marcus Brimage    | Marcus Brimage    | 2               | TKO |                  |                  |  |  |            |            |  |  |        |        |
|  | Marcus Brimage    |                   |                 | TKO |                  |                  |  |  |            |            |  |  |        |        |
|  | Bryson Hansen     | 2                 |                 |     |                  |                  |  |  |            |            |  |  |        |        |
|  | Bryson Hansen     | 2                 | Diego Brandão   | FIN |                  |                  |  |  |            |            |  |  |        |        |
|  |                   |                   | Diego Brandão   | FIN |                  |                  |  |  |            |            |  |  |        |        |
|  |                   | Dennis Bermudez   | 1               |     |                  |                  |  |  |            |            |  |  |        |        |
|  | Dennis Bermudez   | Dennis Bermudez   | 1               | TKO |                  |                  |  |  |            |            |  |  |        |        |
|  | Dennis Bermudez   |                   |                 | TKO |                  |                  |  |  |            |            |  |  |        |        |
|  | Jimmie Rivera     | 2                 |                 |     |                  |                  |  |  |            |            |  |  |        |        |
|  | Jimmie Rivera     | 2                 | Dennis Bermudez | TKO |                  |                  |  |  |            |            |  |  |        |        |
|  |                   |                   | Dennis Bermudez | TKO |                  |                  |  |  |            |            |  |  |        |        |
|  |                   | Stephen Bass      | 2               |     |                  |                  |  |  |            |            |  |  |        |        |
|  | Stephen Bass      | Stephen Bass      | 2               | FIN |                  |                  |  |  |            |            |  |  |        |        |
|  | Stephen Bass      |                   |                 | FIN |                  |                  |  |  |            |            |  |  |        |        |
|  | Karsten Lenjoint  | 2                 |                 |     |                  |                  |  |  |            |            |  |  |        |        |
|  | Karsten Lenjoint  | 2                 | Dennis Bermudez | FIN |                  |                  |  |  |            |            |  |  |        |        |
|  |                   |                   | Dennis Bermudez | FIN |                  |                  |  |  |            |            |  |  |        |        |
|  |                   | Akira Corassani   | 1               |     |                  |                  |  |  |            |            |  |  |        |        |
|  | Dustin Neace      | Akira Corassani   | 1               | DU  |                  |                  |  |  |            |            |  |  |        |        |
|  | Dustin Neace      |                   |                 | DU  |                  |                  |  |  |            |            |  |  |        |        |
|  | Josh Clopton      | 2                 |                 |     |                  |                  |  |  |            |            |  |  |        |        |
|  | Josh Clopton      | 2                 | Dustin Neace    | 2   |                  |                  |  |  |            |            |  |  |        |        |
|  |                   |                   | Dustin Neace    | 2   |                  |                  |  |  |            |            |  |  |        |        |
|  |                   | Akira Corassani   | DM              |     |                  |                  |  |  |            |            |  |  |        |        |
|  | Akira Corassani   | Akira Corassani   | DM              | KO  |                  |                  |  |  |            |            |  |  |        |        |
|  | Akira Corassani   |                   |                 | KO  |                  |                  |  |  |            |            |  |  |        |        |
|  | Brian Pearman     | 1                 |                 |     |                  |                  |  |  |            |            |  |  |        |        |
|  | Brian Pearman     | 1                 |                 |     |                  |                  |  |  |            |            |  |  |        |        |

## Chaves Pesos Galos
|  | Elimination Round | Elimination Round |                |     | Quartas de final | Quartas de final |  |  | Semifinais | Semifinais |  |  | Finale | Finale |
|  |                   |                   |                |     |                  |                  |  |  |            |            |  |  |        |        |
|  |                   |                   |                |     |                  |                  |  |  |            |            |  |  |        |        |
|  |                   |                   |                |     |                  |                  |  |  |            |            |  |  |        |        |
|  | Josh Ferguson     | KO                |                |     |                  |                  |  |  |            |            |  |  |        |        |
|  | Josh Ferguson     | KO                |                |     |                  |                  |  |  |            |            |  |  |        |        |
|  | Casey Dyer        | 1                 |                |     |                  |                  |  |  |            |            |  |  |        |        |
|  | Casey Dyer        | 1                 | Josh Ferguson  | 2   |                  |                  |  |  |            |            |  |  |        |        |
|  |                   |                   | Josh Ferguson  | 2   |                  |                  |  |  |            |            |  |  |        |        |
|  |                   | Johnny Bedford    | DU             |     |                  |                  |  |  |            |            |  |  |        |        |
|  | Johnny Bedford    | Johnny Bedford    | DU             | FIN |                  |                  |  |  |            |            |  |  |        |        |
|  | Johnny Bedford    |                   |                | FIN |                  |                  |  |  |            |            |  |  |        |        |
|  | Carson Beebe      | 1                 |                |     |                  |                  |  |  |            |            |  |  |        |        |
|  | Carson Beebe      | 1                 | Johnny Bedford | 2   |                  |                  |  |  |            |            |  |  |        |        |
|  |                   |                   | Johnny Bedford | 2   |                  |                  |  |  |            |            |  |  |        |        |
|  |                   | John Dodson       | KO             |     |                  |                  |  |  |            |            |  |  |        |        |
|  | John Albert       | John Dodson       | KO             | FIN |                  |                  |  |  |            |            |  |  |        |        |
|  | John Albert       |                   |                | FIN |                  |                  |  |  |            |            |  |  |        |        |
|  | Orville Smith     | 1                 |                |     |                  |                  |  |  |            |            |  |  |        |        |
|  | Orville Smith     | 1                 | John Albert    | 2   |                  |                  |  |  |            |            |  |  |        |        |
|  |                   |                   | John Albert    | 2   |                  |                  |  |  |            |            |  |  |        |        |
|  |                   | John Dodson       | DU             |     |                  |                  |  |  |            |            |  |  |        |        |
|  | John Dodson       | John Dodson       | DU             | TKO |                  |                  |  |  |            |            |  |  |        |        |
|  | John Dodson       |                   |                | TKO |                  |                  |  |  |            |            |  |  |        |        |
|  | Brandon Merkt     | 1                 |                |     |                  |                  |  |  |            |            |  |  |        |        |
|  | Brandon Merkt     | 1                 | John Dodson    | TKO |                  |                  |  |  |            |            |  |  |        |        |
|  |                   |                   | John Dodson    | TKO |                  |                  |  |  |            |            |  |  |        |        |
|  |                   | T.J. Dillashaw    | 1              |     |                  |                  |  |  |            |            |  |  |        |        |
|  | Louis Gaudinot    | T.J. Dillashaw    | 1              | TKO |                  |                  |  |  |            |            |  |  |        |        |
|  | Louis Gaudinot    |                   |                | TKO |                  |                  |  |  |            |            |  |  |        |        |
|  | Paul McVeigh      | 3                 |                |     |                  |                  |  |  |            |            |  |  |        |        |
|  | Paul McVeigh      | 3                 | Louis Gaudinot | 1   |                  |                  |  |  |            |            |  |  |        |        |
|  |                   |                   | Louis Gaudinot | 1   |                  |                  |  |  |            |            |  |  |        |        |
|  |                   | Dustin Pague      | FIN            |     |                  |                  |  |  |            |            |  |  |        |        |
|  | Dustin Pague      | Dustin Pague      | FIN            | DM  |                  |                  |  |  |            |            |  |  |        |        |
|  | Dustin Pague      |                   |                | DM  |                  |                  |  |  |            |            |  |  |        |        |
|  | Tateki Matsuda    | 2                 |                |     |                  |                  |  |  |            |            |  |  |        |        |
|  | Tateki Matsuda    | 2                 | Dustin Pague   | 3   |                  |                  |  |  |            |            |  |  |        |        |
|  |                   |                   | Dustin Pague   | 3   |                  |                  |  |  |            |            |  |  |        |        |
|  |                   | T.J. Dillashaw    | DU             |     |                  |                  |  |  |            |            |  |  |        |        |
|  | T.J. Dillashaw    | T.J. Dillashaw    | DU             | TKO |                  |                  |  |  |            |            |  |  |        |        |
|  | T.J. Dillashaw    |                   |                | TKO |                  |                  |  |  |            |            |  |  |        |        |
|  | Matt Jaggers      | 1                 |                |     |                  |                  |  |  |            |            |  |  |        |        |
|  | Matt Jaggers      | 1                 | T.J. Dillashaw | FIN |                  |                  |  |  |            |            |  |  |        |        |
|  |                   |                   | T.J. Dillashaw | FIN |                  |                  |  |  |            |            |  |  |        |        |
|  |                   | Roland Delorme    | 2              |     |                  |                  |  |  |            |            |  |  |        |        |
|  | Roland Delorme    | Roland Delorme    | 2              | FIN |                  |                  |  |  |            |            |  |  |        |        |
|  | Roland Delorme    |                   |                | FIN |                  |                  |  |  |            |            |  |  |        |        |
|  | B.J Ferguson      | 1                 |                |     |                  |                  |  |  |            |            |  |  |        |        |
|  | B.J Ferguson      | 1                 |                |     |                  |                  |  |  |            |            |  |  |        |        |

|     |  | Team Bisping        |
|     |  | Team Miller         |
| DU  |  | Decisão Unânime     |
| DM  |  | Decisão Majoritária |
| DD  |  | Decisão Dividida    |
| FIN |  | Finalização         |
| TKO |  | Nocaute Técnico     |

## Bônus da Temporada
- Luta da Temporada:  Dustin Pague vs.  Louis Gaudinot
- Nocaute da Temporada:  John Dodson (vs. Johnny Bedford)
- Finalização da Temporada:  Dennis Bermudez (vs. Akira Corassani)

## Finale
- Luta de Pesos Galos:  T.J. Dillashaw vs.  John Dodson

Dodson derrotou Dillashaw via TKO (socos) aos 1:54 do primeiro round.
- Luta de Pesos Pena:  Diego Brandao vs.  Dennis Bermudez

Brandao derrotou Bermudez via finalização (armbar) aos 4:51 do primeiro round.